# City of Greater Dandenong
City of Greater Dandenong – obszar samorządu lokalnego (ang. local government area), położony w południowo-wschodniej części aglomeracji Melbourne. Greater Dandenong powstało w 1994 z połączenia City of Dandenong i City of Springvale. Obszar ten zamieszkuje 125 520 osób (dane z 2006).   

## Dzielnice
- Bangholme
- Dandenong
- Dandenong North
- Dandenong South
- Keysborough
- Lyndhurst
- Noble Park
- Noble Park North
- Springvale
- Springvale South